# 江野夏平
江野 夏平（えの なつへい、7月15日 - ）は、テレビ朝日に所属する日本のプロデューサー。

## 人物・略歴
- 神奈川県川崎市出身　神奈川県立多摩高等学校　早稲田大学大学院修士課程修了
- テレビ朝日　報道大型番組事務局長　情報番組センター担当部長　報道局チーフプロデューサー
- 舞台演出・脚本　『約束～三億円事件の真実』ほか
- 函館大谷短期大学*「メディア論」客員教授
- 著書『タイタニックから戦艦大和へ』（工作舎）ほか

## 主な担当番組

### 報道番組
- サンデーLIVE!!
- スーパーモーニング
- ニュースステーション
- ザ・スクープ
- いま日本は ギャラクシー賞・選奨
- 食彩の王国
- 特別番組「戦争が聞こえた～ラジオが伝えた太平洋戦争」 - 民放連・優秀賞　ギャラクシー賞・奨励賞受賞
- 特別番組「レンズが震えた! 3・11映の証言
- 特別番組「密着＆中継!! 悲劇のタイタニック引き上げ大作戦」
- 特別番組「20世紀最後のスクープ　今よみがえる戦艦大和」[1]

### ドラマ
- 連続ドラマ　着信アリ、ミステリー民俗学者 八雲樹、異議あり、霊感バスガイド事件簿、富豪刑事、独身3 ほか
- スペシャルドラマ　氷点、古都　ほか
- BS朝日開局15周年記念ドラマ「大江戸事件帖 美味でそうろう」2016年放送文化基金賞・ドラマ部門奨励賞受賞

## 主な過去取材
1994年
大韓航空機爆破事件の主犯、元工作員の金賢姫に独占インタビューを実施。李恩恵という日本人化教育係の存在を、初めてカメラの前で証言した。<工作舎刊「タイタニックから戦艦大和へ」に記載>
1998年
タイタニック号の水中探索特別番組を企画立案。ドキュメンタリー番組を制作した。タイタニック号生存者の1人で最後の男性生存者、ミシェル・ナヴラティル（フランス）にインタビュー取材を実施。
1999年
テレビ朝日開局50周年記念番組『今よみがえる戦艦大和』を企画立案・制作。水中探索では東シナ海の海底360mに眠る戦艦大和を発見。当時、朝日新聞全国版の第一面に掲出され話題となった。このとき撮影した戦艦大和の映像は、現在、広島県呉市にある「海事博物館」見ることができる。番組が放送されるまでの制作秘話『タイタニックから戦艦大和へ』（工作舎）を執筆。
2001年
米国同時多発テロ直後から中東のパレスチナ、レバノン、パキスタン、アフガニスタン等の紛争地域で取材。
2002年
テルアビブ空港乱射事件（1972年発生）の実行犯でレバノンに潜伏中であった、元日本赤軍兵士・岡本公三の独占取材を行った。事件発生から30年目にして、映像メディアとして初めて取材に成功。